# André Botton
Pour les articles homonymes, voir Botton.
André Botton, né le 28 avril 1897 à Fontan et mort le 31 mars 1995 à Nice, était un homme politique français.

## Biographie
Il s'installe à Nice en 1942 après une carrière d'enseignant en Algérie. Il est élu président du conseil général des Alpes-Maritimes sous l'étiquette SFIO en 1947.

## Mandats
- 1945-1958 : Maire de Breil-sur-Roya.
- 1945-1958 : Conseiller général des Alpes-Maritimes, canton de Breil-sur-Roya.
- 1947-1951 : Président du conseil général des Alpes-Maritimes.